# 186-os busz (Budapest)
A budapesti 186-os jelzésű autóbusz a III. kerületben a békásmegyeri HÉV-állomás és a Donát utca között közlekedett.
Kora reggel és esténként a 143-as és a 186-os busz helyett 243-as jelzéssel egy másik járat közlekedett a 143-as útvonalán, de betért a 186-os busz Donát utcai végállomásához.

## Története
1982. július 13-án a Donát utca és Békásmegyer, HÉV-állomás között 186-os jelzéssel új autóbuszjárat indult, a csatornázási munkálatok miatt terelt útvonalon közlekedő 143-as busz helyett. A közműépítés befejeződését követően mind a két járat megmaradt, csak a 143-as körforgalomban járta be a lakótelep frissen elkészült, hegyek felöli oldalát. 2008. szeptember 6-ától késő esténként és hétvégén hajnalban a 243-as busz közlekedik helyette Donát utcai és Pince közi betérésekkel. A vonalon 2012. január 16-ától első ajtós felszállási rend van érvényben. 2020. november 1-jén megszűnt, szerepét az egész nap közlekedő 243-as vette át.

## Útvonala
| Donát utca felé |
| Békásmegyer H vá. – Ország út – Szentendrei út – Hollós Korvin Lajos utca – Hősök tere – Ezüsthegy utca – Donát utca – Donát utca vá. |
| Békásmegyer felé |
| Donát utca vá. – Donát utca – Ezüsthegy utca – Hősök tere – Hollós Korvin Lajos utca – Szentendrei út – Ország út – Békásmegyer H vá. |

## Megállóhelyei
Az átszállási kapcsolatok között a 243-as busz nincsen feltüntetve, mert a 186-os üzemidején kívül közlekedett.
| 0 | Békásmegyer H végállomás | 6 | 34, 134, 143, 160, 204, 296 869 |
| 1 | Pünkösdfürdő utca        | 4 | 34, 134, 143, 160               |
| 2 | Nád utca                 | 3 | 143, 160                        |
| 3 | Zemplén Győző utca       | 2 | 143                             |
| 3 | Hősök tere               | 2 | 143                             |
| 4 | Templom utca             | 1 | 143                             |
| 5 | Gulácsy Lajos utca       | 1 | 143                             |
| 6 | Donát utca végállomás    | 0 |                                 |